# Centrogenys vaigiensis
El falso pez-escorpión es la especie Centrogenys vaigiensis, la única del género Centrogenys que a su vez es el único de la familia Centrogenyidae, una familia de peces marinos incluida en el orden Perciformes.
Su nombre científico procede del griego: kentron (aguijón o picadura) + genyos (rostro). Su nombre común se debe a su parecido con los peces escorpión.
La familia necesita una revisión taxonómica.

## Hábitat natural
Se distribuyen por la costa este del océano Índico y oeste del océano Pacífico.
Vive en aguas tropicales en ambiente marino bento-pelágico, o bien en agua salobre de estuarios, no siendo migrador; superficial entre los 2 y los 10 metros de profundidad. Prefiere los arrecifes rocosos y los fondos de escombros en aguas poco profundas.

## Morfología
Aunque pueden alcanzar tamaños mayores, la longitud máxima suele ser de poco menos de 10 cm.
Cuerpo parecido a los peces de la familia Scorpaenidae, con espinas en la cabeza. La aleta dorsal tiene 13 a 14 espinas largas y 9 a 11 radios blandos, mientras que la aleta anal tiene 3 espinas y 5 radios blandos.

## Comportamiento
Se alimenta de pequeños peces, camarones y cangrejos durante el día.

## Utilización
Tiene poca importancia comercial, aunque de vez en cuando se le encuentra en el comercio de acuarios.